# Аутентичность в искусстве
Аутентичность в искусстве — это достоверность передачи, подлинность образца. В некоторых случаях используется для определения оригинальности работы и противопоставляется понятию плагиат.
В литературе — авторские тексты без правок и редакторских изменений. Часто понятие применяется к дневникам, личной переписке, рукописям и т. д. конкретных авторов.
В живописи — авторский стиль, особая техника или подача.
В музыке — особая манера исполнения, использование определенных инструментов.

## Традиционное искусство
Аутентичность приписывается народному искусству в том случае, если это искусство идет от носителя определенной культуры.
Также характеристика аутентичности может быть приписана к тому искусству, которое точно воспроизводит фольклорные образцы. Например, исполнение музыки на народных инструментах, использование традиционных методов создания красок и других материалов для живописи и росписи в декоративно-прикладном искусстве, сохранение оригинальной фонетики в народных песнях.

## Современное искусство
В современном искусстве понятие аутентичности чаще применяется к авторскому стилю, авторской технике, оригинальной идее. При этом часто аутентичность может приписываться не только оригиналу работы, но и её копиям. Особенно такой подход характерен для легко воспроизводимых современных видов искусства, где копия неотличима от оригинала. В таком случае под аутентичностью подразумевают не подлинность образца, а строгое следование копии стилистическому канону оригинала.

## В музыке
Основная статья: Аутентичное исполнительство.
Аутентичность в исполнительстве — это полное или частичное копирование стиля исполнения того или иного музыкального произведения того времени, когда оно было написано. Например: исполнитель играет сочинение написанное в 18-м веке, а исполняет его в 21 веке, стиль игры за столько лет изменился, и чтобы передать атмосферу, исполнитель применяет те приёмы игры на том или ином инструменте, которые использовались в то время, когда писалось сочинение.